# Estadio do Vale
El Estadio do Vale es un estadio de fútbol brasileño ubicado en la ciudad de Novo Hamburgo, estado de Río Grande del Sur, Brasil. Tiene una capacidad para 15.000 espectadores.